# Oxirredução

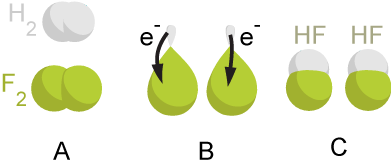
Ilustração de uma reação redox ilustrando a formação do ácido fluorídrico.

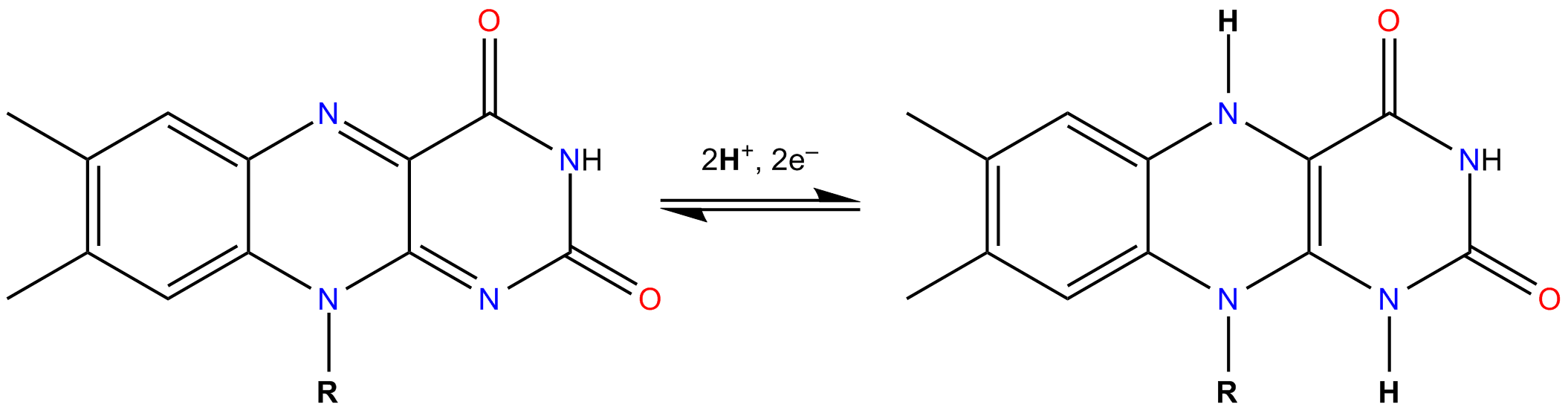
Redução (ganho de elétrons) da molécula de FAD.

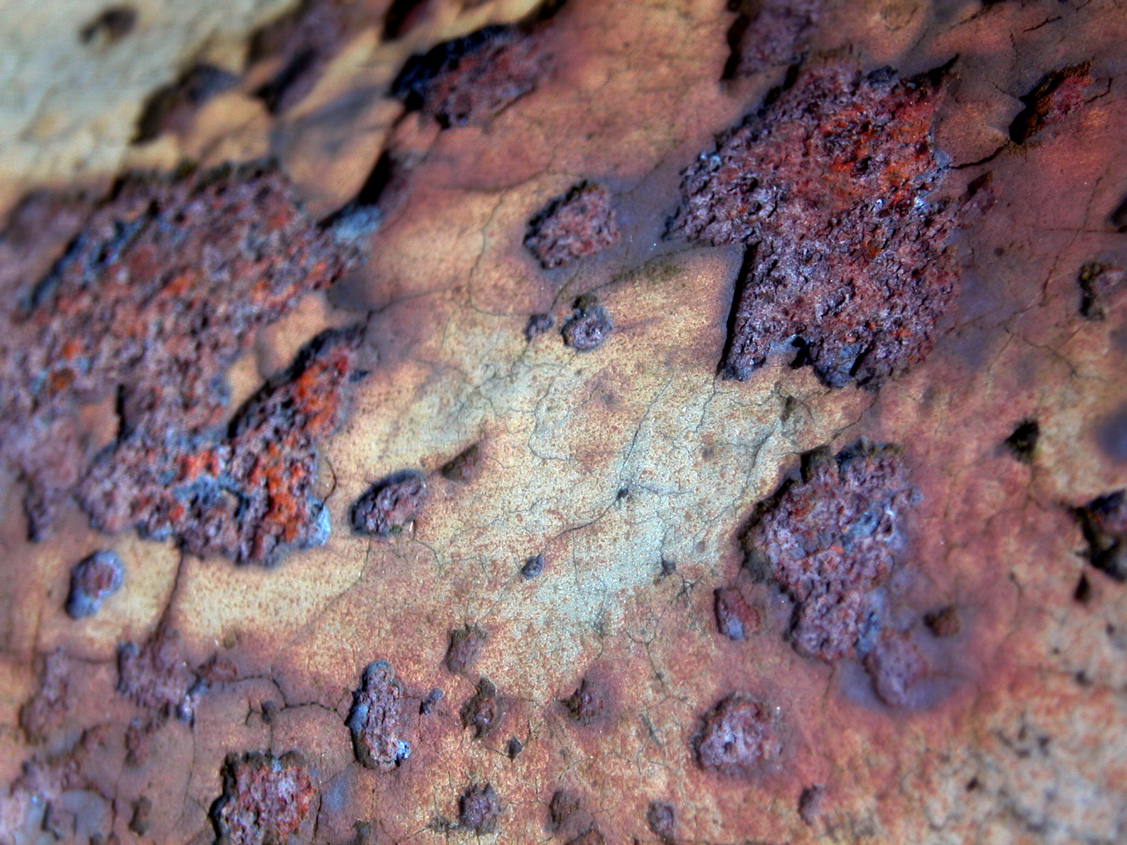
Porção de metal oxidado (corroído)

A reação de oxirredução ou oxidação-redução é caracterizada pela transferência de elétrons entre duas espécies, na qual uma doará o elétron e, a outra, receberá. A reação abordada engloba, simultaneamente e obrigatoriamente, o processo de oxidação (perda elétrons) e redução (ganho de elétrons). Um indicador da ocorrência da reação de oxirredução é a alteração do NOX (número de oxidação) da espécie química. Isto foi adotado pelos químicos como uma maneira de acompanhar o caminho, transferência de elétrons entre os elementos químicos envolvidos na reação.
Baseando-se no conceito da IUPAC acerca do NOX, considera que a ligação covalente da molécula se apresenta como uma ligação iônica. No momento de analisar cada ligação, compara a eletronegatividade dos elementos daquela molécula. Aquela que apresentar carga negativa é porque apresenta maior eletronegatividade em relação a outra, ou seja, atraí o elétron com maior facilidade. A espécie química que apresentar carga positiva indica que possuía menor eletronegatividade, ou seja, menor tendência de atrair o elétron. Como mostra o exemplo a seguir:
O carbono por ser mais eletronegativo que o hidrogênio atraí os elétrons e apresenta NOX = -4, nota-se que, nos produtos, o carbono possui NOX = +4. O aumento de NOX indica uma oxidação, perda de elétrons do carbono para o oxigênio (elemento mais eletronegativo).
Já o oxigênio, nos reagentes, apresentava NOX = 0, pois a molécula de gás oxigênio não apresenta diferença de eletronegatividade. Nos produtos, o NOX deste elemento equivale a -2, ou seja, NOX diminuiu indicando um processo de redução, ao qual o átomo recebe elétrons. Observa-se que cada ligação indica NOX = 1, mas o sinal será dado diante da eletronegatividade do elemento. 

## Definição

### Clássica
Antigamente, o termo oxidação significava "combinar-se com o oxigênio".
Quando se adquiriu o conhecimento da estrutura dos átomos, verificou-se que, quando um elemento ou uma substância se combinava com o oxigênio, esta espécie química "perdia elétrons".

### Atual
Modernamente, o termo "oxidação" significa "perder elétrons", ou ainda "aumento da reatividade", não necessariamente em presença de oxigênio (quando um elemento perde elétrons o seu estado de oxidação aumenta. 

#### Exemplo
{\displaystyle {\ce {Al^0 -> Al^3+ + 3e-}}}

## Reação pilha de Daniell
Na reação que ocorre na pilha de Daniell:
{\displaystyle {\ce {{Zn}+ CuSO4}}} {\displaystyle {\ce {->}}} {\displaystyle {\ce {{ZnSO4}+ {Cu}}}}
O zinco perdeu 2 elétrons, aumentando o seu número de oxidação de {\displaystyle {\ce {0}}} para {\displaystyle {\ce {+2}}}, sofrendo, portanto, o fenômeno da oxidação.
O reagente responsável pela oxidação é denominado "agente oxidante" ou simplesmente "oxidante" (embora ele mesmo se "reduza")ː no caso, é o {\displaystyle {\ce {CuSO4}}}.
O ganho de elétrons por uma espécie química é denominado redução.
Nas pilhas, existem dois elétrodos. O elétrodo onde ocorre a oxidação é chamado de ânodo e o eletrodo onde ocorre a redução é chamado de cátodo.